# Overdrive Records
Overdrive war ein deutsches Techno-Plattenlabel (1989–2014). Inzwischen hat es mitsamt seinen Sublabels über 300 Releases vor allem auf Schallplatte veröffentlicht. Auf dem Label haben bekannte Künstler der Technoszene wie Mark N-R-G, G-Man, Tom Wax, Sven Wittekind sowie DS (Daniel Steinberg) und viele mehr ihre Musik veröffentlicht und sind teilweise auch durch dieses bekannt geworden.

## Geschichte
Das Label wurde 1990 in Darmstadt / Reinheim von Andy Düx und Udo Niebergall gegründet. Zur selben Zeit wurde auch das Beatdisaster Studio übernommen. Das erste Release „Tribal Ghost“ mit der Katalognummer OVER-001 startete 1991 im Vertrieb bei AMV. Ab der Katalognummer OVER-004 übernahm Discomania den Vertrieb des Labels weltweit. Im Jahre 1998 übernahm Andy Düx das Label und wurde in Mainz weitergeführt. Ab dem Jahre 2000 gab es alle Releases im Overdrive Recordstore in Mainz. Anfang 2010 stellte Discomania seinen Vertrieb ein. Danach wurden die Schallplattenreleases von „Overdrive“ exklusiv über deejay.de vertrieben. Ab 2010 gab es auch viele neue releases Digital zum Downloaden. Der Digitalvertrieb war „wordandsound“.
Seit Anfang 2011–2015 teilen sich Andy Düx  und Sophie Nixdorf die Labelführung.

## Künstler
Einige Künstler, die auf „Overdrive“ veröffentlicht haben (in alphabetischer Reihenfolge)
- 102nd Century
- Al-Faris
- Al-Faris vs Andrew Wooden*
- AMF
- Andy Düx (Labelhead)
- Blooming Scut
- Bombing F
- Brain-E
- Bubblegum Crisis
- C-Tank
- Carsten Fietz
- Cat-1
- Cell-U-Loid
- Clone I.D.
- Daytona
- Dietmar Pier
- DJ Corrosive
- DJ Tom & Norman
- DS (Daniel Steinberg)
- Eric Sneo
- Exoterrist
- F-Attack
- Fast 4 Motion
- Freak Alliance
- G. Varley (G-Man)
- G.G.Z.
- Genuine Draft
- Gothic Dreams
- Green*
- Hoschi
- Humanoids From The Deep
- Jabba 44
- Jan Pravda
- Jim Clarke
- Keinzweiter
- Lunar Module
- Magnetic
- Marc Green
- Marco Vogt
- Mark N-R-G
- Matt K. (Germany)
- Michael Knoch
- Microbots
- Munion
- Ohrwerk Orange
- Pale Guy
- Pierre Morgan
- Psycho Drums
- R-Damski
- R-Type
- RMZ
- Russian Roulette
- S-Max
- Sascha Krohn
- Secret Base
- Sons Of Ilsa
- Sophie Nixdorf
- Sound 2 Light
- Sound To Light
- Sven Wittekind
- Syncro Flash A/B
- Team G with Yuri
- The Gatorade's
- The Postman
- Thomas Gwodz
- Time Unlimited
- Tom Wax
- Tracid Posse
- Tribal Ghost
- Turntable Hoschis
- V.R. Volvox
- Wicked Wipe
- Yamul